# Cvjetić-polucvjetić
Cvjetić-polucvjetić (rus. Цветик-семицветик, eng. cvetik-semicvetik) ruski je animirani film iz 1948. godine. Djelo je klasik moskovske škole animiranog filma i postiglo je velik uspjeh u bivšem Sovjetskom Savezu. Traje 20 minuta i 6 sekundi. Osvojilo je nagradu na IV. Međunarodnom filmskom festivalu u Marianskim Laznama (Čehoslovačka), 1949. - nagrada za najbolji film za djecu.

## Radnja
U središtu radnje je djevojčica, koja od dobre vile dobije na poklon cvjetić sa sedam latica, koji se zove "cvjetić-polucvjetić". Kada otkine laticu, može zaželjeti nešto i to će se ostvariti. Djevojčica je prvih šest želja iskoristila za sebe, kako bi udovoljila svojim dječjim hirovima npr. poželjevši mnoštvo igračaka kada joj druga djevojčica nije dala svoju lutku ili je iskoristila cvjetić, kako bi se izvukla iz nevolja, npr. kada je polupala maminu vazu. Nijedna od tih želja nije je posebno usrećila, već se uvukla u neprilike. Tek je sedmu laticu iskoristila, da pomogne nekom drugome. Na dječjem igralištu bio je šepavi dječak. Djevojčica je osjećala suosjećanje pa je iskoristila posljednju laticu sa željom, da on ponovno može normalno hodati. I ubrzo su zajedno skakali i igrali se na igralištu. Tek ju je posljednja želja, učinila sretnom. Dobra vila nagradila je djevojčicu, tako da joj je dala još jedan cvjetić sa sedam latica, pomoću kojeg se ispunjavaju želje.